# Glykolové štěpení
Glykolové štěpení je druh organické oxidační reakce, při kterém se štěpí vazby mezi atomy uhlíku vicinálních diolů (glykolů) a vazby dvou kyslíkových atomů na příslušné atomy uhlíku se stávají dvojnými. Produkty mohou být ketony nebo aldehydy.
Glykolové štěpení má význam v laboratořích, kde slouží k určování struktur cukrů. Po provedení štěpení lze prozkoumat ketonové a aldehydové produkty a určit původní polohu hydroxylových skupin.

## Činidla

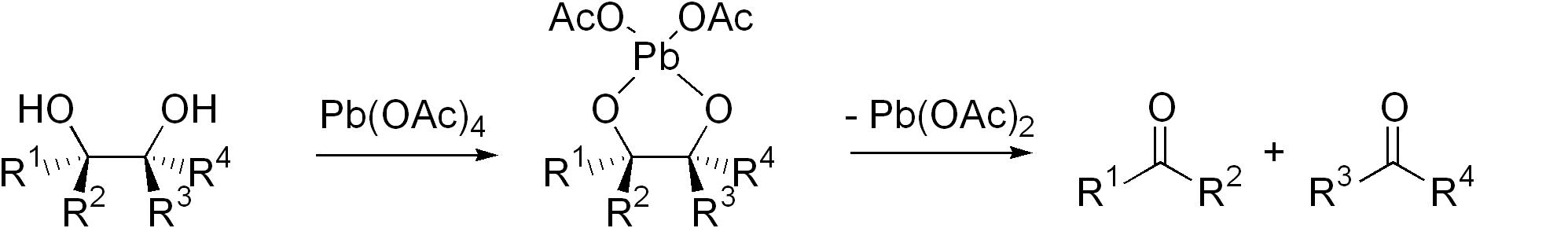
Glykolové štěpení s použitím octanu olovičitého vytváří cyklický meziprodukt.

Ke glykolovému štěpení se nejčastěji používají kyselina jodistá (HIO4), (diacetoxyjod)benzen (PhI(OAc)2) a octan olovičitý (Pb(OAc)4), v prvním případě se proces nazývá Malapradova reakce, ve druhém jde o Criegeeovu oxidaci. Tyto reakce probíhají nejlépe, když se může vytvořit cyklický reaktivní meziprodukt, kde jsou kyslíkové atomy propojeny atomem jodu nebo olova. Kruh se následně rozpadá, přičemž zaniká vazba uhlík–uhlík a vznikají karbonylové skupiny.
Pokud je substituentem atom vodíku, tak se vytvoří aldehyd, v případě řetězce zakončeného atomem uhlíku vzniká keton.
Alkeny reagují s horkým koncentrovaným roztokem manganistanu draselného (KMnO4) za vzniku glykolů. Po provedení této dihydroxylace může KMnO4 štěpit glykoly na aldehydy či ketony; pokud se vytvoří aldehyd, tak jej lze dále zoxidovat na karboxylovou kyselinu. Volbou koncentrace činidla a teploty reakční směsi je možné reakci zastavit u glykolu.